# Šentalinskij rajon
Il Šentalinskij rajon (in russo Шенталинский район?) è un rajon dell'Oblast' di Samara, nella Russia europea. Istituito nel 1935, il suo capoluogo è Šentala.